# Symétrisation de Steiner
Pour les articles homonymes, voir Steiner.
En géométrie affine, la symétrisation de Steiner est une géométrie visant à remplacer une partie quelconque d'un espace affine par une partie admettant des propriétés de symétrie. Cette transformation a été utilisée pour démontrer certaines inégalités isopérimétriques.
Elle est nommée ainsi en l'honneur de Jakob Steiner.

## Définition
Dans un espace affine, soit H un hyperplan et δ une direction non parallèle à H. Soit K une partie de l'espace affine. On définit alors le symétrisé de Steiner {\displaystyle st_{H,\delta }(K)} par :
pour toute droite D parallèle à δ :
- si K ∩ D = ∅ alors {\displaystyle st_{H,\delta }(K)\cap D=\varnothing ,}
- si K ∩ D ≠ ∅ alors {\displaystyle st_{H,\delta }(K)\cap D} est le segment porté par D, de milieu situé en H et de longueur, sur D, égale à celle de K ∩ D.

## Conséquences
- On peut montrer que la symétrisation de Steiner n'est pas continue pour la distance de Hausdorff.
- Pour toute partie K, {\displaystyle st_{H,\delta }(st_{H,\delta }(K))=st_{H,\delta }(K)}
- La symétrisation de Steiner conserve le volume, et elle n'augmente pas le diamètre.
- Elle conserve également la convexité.

- Inégalité isodiamétrique de Bieberbach:

Quel que soit K compact dans un espace euclidien de dimension n, on a 
 où {\displaystyle \beta (n)} désigne le volume de la boule unité dans l'espace considéré.

## Sources
- Marcel Berger, Géométrie [détail des éditions], Tome 1
- (de) Jakob Steiner, « Einfacher Beweis der isoperimetrischen Hauptsätze », J. reine angew Math., vol. 18,‎ 1838, p. 281-296 (lire en ligne)